# تام بیلسون
تام بیلسون (انگلیسی: Tom Billson؛ زادهٔ ۱۸ اکتبر ۲۰۰۰) بازیکن فوتبال است.